# Уряд Пакистану
Уряд Пакистану — вищий орган виконавчої влади Пакистану.

## Голова уряду
- Прем'єр-міністр — Шахбаз Шариф (англ. Shehbaz Sharif).

## Кабінет міністрів
Склад чинного уряду подано станом на 3 листопада 2016 року.
| Логотип | Міністерство                                                   | Міністр                                                           | Фото | Час на посаді | Час на посаді | Партія | Партія | Вебсайт |
| ------- | -------------------------------------------------------------- | ----------------------------------------------------------------- | ---- | ------------- | ------------- | ------ | ------ | ------- |
|         | Міністерство внутрішньопровінційної координації                | Ріаз Хусейн Пірзаде (Riaz Husain Pirzada)                         |      |               |               |        |        |         |
|         | Міністерство внутрішніх справ та контролю за обігом наркотиків | Чаудхрі Нісар Алі Хан (Chaudhry Nisar Ali Khan)                   |      |               |               |        |        |         |
|         | Міністерство води та електрики                                 | Хаваджа Мухаммад Асіф (Khawaja Muhammad Asif)                     |      |               |               |        |        |         |
|         | Міністерство держав і прикордонних регіонів                    | Абдул Куадір Балох (Abdul Quadir Baloch)                          |      |               |               |        |        |         |
|         | Міністерство економіки та статистики                           | Мохаммад Ішак Дар (Mohammad Ishaq Dar)                            |      |               |               |        |        |         |
|         | Міністерство житлово-комунального господарства                 | Акрам Хан Дуррані (Akram Khan Durrani)                            |      |               |               |        |        |         |
|         | Міністерство залізниць                                         | Хаваджа Саад Рафік (Khawaja Saad Rafique)                         |      |               |               |        |        |         |
|         | Міністерство закордонних справ                                 | Мохаммад Наваз Шариф (Mohammad Nawaz Sharif)                      |      |               |               |        |        |         |
|         | Міністерство інформації та медіа                               | —                                                                 |      |               |               |        |        |         |
|         | Міністерство кліматичних змін                                  | Зіхід Хамід (Zahid Hamid)                                         |      |               |               |        |        |         |
|         | Міністерство культурної спадщини                               | Первез Рашид (Pervaiz Rashid)                                     |      |               |               |        |        |         |
|         | Міністерство легкої промисловості                              | Мохаммад Наваз Шаріф (Mohammad Nawaz Sharif)                      |      |               |               |        |        |         |
|         | Міністерство науки і технології                                | Рана Танвір Хуссейн (Rana Tanveer Hussain)                        |      |               |               |        |        |         |
|         | Міністерство нафти та природних ресурсів                       | Шахід Хакан Аббасі (Shahid Khaqan Abbasi)                         |      |               |               |        |        |         |
|         | Міністерство національної продовольчої безпеки та досліджень   | Сікандар Хаят Хан Босан (Sikandar Hayat Khan Bosan)               |      |               |               |        |        |         |
|         | Міністерство оборони                                           | Хаваджа Мухаммад Асіф (Khawaja Muhammad Asif)                     |      |               |               |        |        |         |
|         | Міністерство оборонної промисловості                           | Рана Танвір Хуссейн (Rana Tanveer Hussain)                        |      |               |               |        |        |         |
|         | Міністерство пакистанської діаспори                            | Пір Сейд Садаруддін Рашиді (Pir Syed Sadaruddin Shah Rashidi)     |      |               |               |        |        |         |
|         | Міністерство планування, розвитку та реформ                    | Ашан Ікбал Чодхурі (Ahsan Iqbal Chaudhary)                        |      |               |               |        |        |         |
|         | Міністерство портів і судноплавства                            | Мір Хасіль Хан Бізенджо (Mir Hasil Khan Bizenjo)                  |      |               |               |        |        |         |
|         | Міністерство з прав людини                                     | Камран Мішель (Kamran Michael)                                    |      |               |               |        |        |         |
|         | Міністерство приватизації                                      | Мохаммад Ісхак Дар (Mohammad Ishaq Dar)                           |      |               |               |        |        |         |
|         | Міністерство промисловості                                     | Рейс Гулам Муртаза Хан Джатой (Rais Ghulam Murtaza Khan Jatoi)    |      |               |               |        |        |         |
|         | Міністерство з розвитку людських ресурсів                      | Пір Сейд Садаруддін Шах Рашиді (Pir Syed Sadaruddin Shah Rashidi) |      |               |               |        |        |         |
|         | Міністерство торгівлі                                          | Хуррам Дастгір Хан (Khurram Dastgir Khan)                         |      |               |               |        |        |         |
|         | Міністерство у справах Кашміру та Гілгіт-Балтістану            | Мухаммад Барджис Тахір (Muhammad Barjees Tahir)                   |      |               |               |        |        |         |
|         | Міністерство у справах парламенту                              | Шейх Афтаб Ахмед (Sheikh Aftab Ahmed)                             |      |               |               |        |        |         |
|         | Міністерство у справах релігії та міжрелігійної гармонії       | Сардар Мухаммад Юсеф Заман (Sardar Muhammad Yousaf Zaman)         |      |               |               |        |        |         |
|         | Міністерство фінансів і доходів                                | Мохаммад Ісхак Дар (Mohammad Ishaq Dar)                           |      |               |               |        |        |         |
|         | Міністерство юстиції                                           | Захід Хамід (Zahid Hamid)                                         |      |               |               |        |        |         |